# Heliotropium brevilimbe
Heliotropium brevilimbe är en strävbladig växtart som beskrevs av Pierre Edmond Boissier. Heliotropium brevilimbe ingår i Heliotropsläktet som ingår i familjen strävbladiga växter. Inga underarter finns listade i Catalogue of Life.